# Abdish-Ata Kant
Le Futbal Klubu Abdish-Ata Kant (en kirghize : футбол клубу Абдыш-Ата Кант), plus couramment abrégé en Abdish-Ata Kant, est un club kirghiz de football fondé en 1992 et basé dans la ville de Kant.

## Historique
Le club est fondé en 1992. Il tient son nom d'une brasserie locale.

## Palmarès
| Compétitions nationales |
| --- |
| - Championnat du Kirghizistan (3) : - Champion : 2022, 2023, 2024. - Vice-champion : 2006, 2007, 2008, 2009, 2014, 2017 - Coupe du Kirghizistan (3) : - Vainqueur : 2007, 2009, 2022. |

## Personnalités du club

### Présidents du club
- Aleksandar Kalashnikov
- Sovietbek Sakiebaïev

### Entraîneurs du club
- Aleksandr Beldinov (2006)
- Nematjan Zakirov (2007 - 2008)
- Ceylan Arikan (février 2009 - 2010)
- Mourat Djumakeïev (2011)
- Islam Akhmedov (2011)
- Nematjan Zakirov (2011 - 2012)
- Islam Akhmedov (juillet 2012 - 2012)
- Mirlan Eshenov (2013-2016)